# Національна дорога 91 (Польща)
Національна дорога 91 (пол. Droga krajowa nr 91, DK91) — національна дорога класу GP, що сполучає Гданськ, Тчев, Торунь, Влоцлавек, Лодзь, Пйотркув-Трибунальський, Радомсько, Ченстохову та Підварп'я. Проходить через такі воєводства: Поморське, Куявсько-Поморське, Лодзінське та Сілезьке. До будівництва автомагістралі А1 вона була позначена цифрою 1 і тому водії іноді називають її старою 1.
У 1985—2000 роках дорозі було присвоєно номер 91 Ґлівіце — Рибник — Водзіслав-Сльонський — Халупки — державний кордон. З 2000 року ця дорога державного значення має номер 78.
Згідно з розпорядженням GDDKiA від 3 серпня 2020 року, національна дорога № 91 також включає ділянку від Ченстохови до Підварп'я. Зміна набула чинності в четвертому кварталі 2020 року.
У 2019—2020 роках шляхопровід у Пшехуві було демонтовано та відбудовано. У 2022 році розпочнеться модернізація ділянки від Пшехува до воєводської дороги № 550 у Стольно, за винятком мосту через Віслу. Роботи вартістю майже 67,5 млн злотих виконуватиме консорціум «Кобиларня» та «Мірбуд».
З 3 серпня 2021 року Ченстоховська ділянка маршруту № 91 між вул. Легіонов та вул. Раковська відбудовується. Ремонт траси триватиме до другої половини 2023 року.

## Хід дороги
Національна дорога № 91 починається в морському порту Гданська, звідки тягнеться на південь. Являє собою фрагменти європейських маршрутів:
- Європейський маршрут E75 (Гданський морський порт — Гданськ-Оруня — Прущ Гданський — Русоцин)
- Європейський маршрут E77 (Гданський морський порт — Гданськ-Оруня (розв'язка POG S7 Гданськ-Ліпце))

Від Русоціна до Підварп'я національна дорога № 91 проходить паралельно автомагістралі А1.

## Допустиме навантаження на вісь
З 13 березня 2021 року на дорозі дозволено рух транспортних засобів з навантаженням на одну вісь до 11,5 тонн.

## Важливі міста вздовж маршруту 91
- Гданськ (S6, S7)
- Прущ-Гданський
- Русоцин (A1, S6)
- Тчев
- Чарлін (DK22)
- Гнев
- Єлень (DK90)
- Нове
- Дольна-Ґрупа (DK16)
- Нові-Марзи (A1, S5)
- Швеці (S5) — об'їзна S5/S91
- Хелмно — об'їзна дорога
- Стольно (DK55)
- Хелмжа — об'їзна дорога
- Торунь (A1, S10, DK15, DK80)
- Nowy Ciechocinek (A1)
- Влоцлавек (A1, DK62, DK67)
- Коваль (A1) — об'їзна
- Любень-Куявський
- Кросневиці (DK92) — об'їзна
- Дашина
- Тополя-Крулевська (DK60)
- Ленчиця — об'їзна дорога
- Озоркув — об'їзна дорога
- Емілія (А2)
- Згеж (DK71)
- Лодзь (A1, DK14, DK72)
- Жґув (A1, S8, DK12, DK71)
- Тушин (DK12)
- Глухув (A1, DK12)
- Пйотркув-Трибунальський (A1, S8, DK12, DK74)
- Розпша — планова об'їзна
- Каменськ — планована об'їзна дорога
- Ґомуниці
- Радомсько (A1, DK42) — планова об'їзна дорога
- Ченстохова (A1, DK43, DK46)
- Козеґлови — об'їзна
- Севеж (DK78)
- Подварпе (S1, DK86)